# IC 4819
IC 4819 је спирална галаксија у сазвјежђу Паун која се налази на листи објеката дубоког неба у Индекс каталогу.
Деклинација објекта је - 59° 28' 2" а ректасцензија 19h 7m 7,5s. Привидна величина (магнитуда) објекта IC 4819 износи 13,4 а фотографска магнитуда 14,1. Налази се на удаљености од 23,073 милиона парсека од Сунца. IC 4819 је још познат и под ознакама ESO 141-27, FGCE 1346, IRAS 19027-5932, PGC 62782.